# Liste der Kellergassen in Gars am Kamp
Die Liste der Kellergassen in Gars am Kamp führt die Kellergassen in der niederösterreichischen Gemeinde Gars am Kamp an.
| Foto |                 | Kellergasse   | Standort                       | Beschreibung |
| ---- | --------------- | ------------- | ------------------------------ | --- |
| ja   | Datei hochladen | „Kellergasse“ | KG: Kotzendorf Standort        | Die Kellergasse ist eine einseitige Einzelkellergasse in Grabenlage. Sie besteht aus 22 Gebäuden und hat eine Länge von 300 Metern. Die älteste Datierung geht auf das Jahr 1775 zurück.   |
| ja   | Datei hochladen | „Kellergasse“ | KG: Maiersch Standort          | Die Kellergasse ist ein beidseitiges Kellergassensystem in Grabenlage. Sie besteht aus 33 Gebäuden und hat eine Länge von 300 Metern. Die älteste Datierung geht auf das Jahr 1812 zurück. |
| ja   | Datei hochladen | „Kellergasse“ | KG: Nonndorf bei Gars Standort | Die Kellergasse ist ein einseitiges Kellergassensystem in Muldenlage. Sie besteht aus 22 Gebäuden und hat eine Länge von 150 Metern.                                                       |

| Foto:                    | Fotografie der Kellergasse (Gesamtheit). Klicken des Fotos erzeugt eine vergrößerte Ansicht. Daneben finden sich zwei Symbole: \| Weitere Bilder vorhanden \| Das Symbol bedeutet, dass weitere Fotos des Objekts verfügbar sind. Durch Klicken des Symbols werden sie angezeigt. \| \| Eigenes Foto hochladen \| Durch Klicken des Symbols können weitere Fotos des Objekts in das Medienarchiv Wikimedia Commons hochgeladen werden. \| |
| Name:                    | Bezeichnung der Kellergasse |
| Standort:                | Es ist die Katastralgemeinde (KG) angegeben. Durch Aufruf des Links Standort wird die Lage der Kellergasse in verschiedenen Kartenprojekten angezeigt. |
| Beschreibung             | Kurze Beschreibung der Kellergasse |
| Weitere Bilder vorhanden | Das Symbol bedeutet, dass weitere Fotos des Objekts verfügbar sind. Durch Klicken des Symbols werden sie angezeigt. |
| Eigenes Foto hochladen   | Durch Klicken des Symbols können weitere Fotos des Objekts in das Medienarchiv Wikimedia Commons hochgeladen werden. |